# ويليام لور (عالم فلك)
السيد وليام لوير (1570 - 12 أبريل 1615)  كان عالم فلك إنجليزي من العصر التلسكوبي المبكر، طاباً في جامعة اوكسفورد، وعضوًا في برلمان انجلترا.
ولد في كورنوال، وبعد دراسته في كلية إكستر، أكسفورد، تزوج واستقر في جنوب غرب ويلز. في عام 1607، لاحظ مذنب هالي وقام بعدد من القياسات الدقيقة التي ناقشها مع توماس هاريوت، والتي تم من خلالها تحديد أن المذنب كان يتبع مسارًا منحنيًا. واقترح لوير أن مدار المذنب يتبع قوانين كيبلر (بدلاً من كونه ظاهرة جوية وبدلا من اتباعهمسارًا مستقيمًا، كما كان يُعتقد عمومًا في ذلك الوقت).
وباستخدام تلسكوب قدمه هاريوت لمساعدة تلميذه، أجرى لوير عددًا من المدراسات العلمية الاولة على القمر. وقد لاحظ أن سطحه يبدو غير منتظم وبكلماته: "يشبه الفطيرة التي صنعها لي طباخي في الأسبوع الماضي". بعد بعض الاسابيع، نشر جاليليو ملاحظات مماثلة.
كان لوير يمثل مطاقعة بودمين في البرلمان عام 1601، ومقاطعة لوستويثييل من عام 1604 إلى عام 1611. تم تكريمه بلقب فارس، لقب بيداني مهم وذو شهرة، في عام 1603.

تزوج لوير من بينيلوب بيرو، ابنة السير توماس بيرو ودوروثي ديفيروكس، وهي ابنة عائلة ذو صلة سياسية وملكية، وأنجب منها ثلاثة أبناء وبنت.  بعد وفاة لوير، تزوجت بينيلوب من السير روبرت نونتون، وأنجبت منه ابنة تدعى بينيلوب، على اسم والدتها. اما بينيلوب الصغيرة فتزوجت من فيليب هربرت، الإيرل الخامس لمنطقة بيمبروك.
1. 1 2  مذكور في: تاريخ البرلمان. معرف تاريخ البرلمان: 1558-1603/member/lower-william-1570-1615. لغة العمل أو لغة الاسم: الإنجليزية.
2. 1 2  مذكور في: تاريخ البرلمان. معرف تاريخ البرلمان: 1604-1629/member/lower-sir-william-1570-1615. لغة العمل أو لغة الاسم: الإنجليزية.
3. ↑  معرف درجات فرانسيس بيكون الست: 10007627. باسم: William Lower. الوصول: 9 أكتوبر 2017.
4. ↑  مذكور في: النبلاء. مُعرِّف شخص في موقع "النُبلاء" (thepeerage.com): p18245.htm#i182441. باسم: William Lowey. المُؤَلِّف: داريل روجر لوندي. لغة العمل أو لغة الاسم: الإنجليزية.
5. ↑  مُعرِّف شخص في موقع "النُبلاء" (thepeerage.com): p18245.htm#i182441. الوصول: 7 أغسطس 2020.
6. ↑  Jones، Bryn. "Sir William Lower". مؤرشف من الأصل في 2016-05-02. اطلع عليه بتاريخ 2012-08-13.
7. ↑  Roche 2004.